# Fue la mano de Dios
Fue la mano de Dios (título original: en italiano: È stata la mano di Dio) es una película dramática italiana de 2021 que fue escrita, dirigida y producida por Paolo Sorrentino. Se trata de una historia autobiográfica en la que confronta la tragedia que marcó su vida siendo adolescente, la muerte accidental de sus padres por una fuga de gas, protagonizada por Filippo Scotti, Toni Servillo, Teresa Saponangelo, Marlon Joubert, Luisa Ranieri, Renato Carpentieri, Massimiliano Gallo, Betti Pedrazzi, Biagio Manna y Ciro Capano. La producción es de L'Apartment y Netflix, con una duración de 130 minutos.
Compitió por el León de Oro en el 78.º Festival Internacional de Cine de Venecia, donde ganó el Gran Premio del Jurado y donde Filippo Scotti recibió el Premio Marcello Mastroianni.
Fue estrenada de forma limitada el 24 de noviembre de 2021 e incorporada al catálogo de la plataforma de streaming Netflix el 15 de diciembre de 2021. Fue seleccionada por Italia para competir entre las candidatas para la Mejor película internacional en la 94.ª edición de los Premios Óscar, quedando finalmente nominada.

## Argumento
En los años ochenta, Fabietto Schisa es un napolitano de diecisiete años cuya vida cambia por dos hechos: la llegada de Maradona a Nápoles primero y un grave accidente que interrumpe después la felicidad familiar.

## Elenco
- Filippo Scotti como Fabietto Schisa
- Toni Servillo como Saverio Schisa
- Teresa Saponangelo como Maria Schisa
- Luisa Ranieri como Patrizia
- Massimiliano Gallo como Franco
- Renato Carpentieri como Alfredo
- Marlon Joubert como Marchino Schisa
- Betti Pedrazzi como Baronessa Focale
- Biagio Manna como Armando
- Ciro Capano como Capuano
- Enzo Decaro como San Gennaro
- Lino Musella como Marriettiello
- Roberto Oliveri como Maurizio
- Cristiana Dell'Anna como Sorella Armando

## Producción
En julio de 2020, se anunció que Paolo Sorrentino escribiría, dirigiría y produciría la película, con Netflix que se encargaría de la distribución. La dirección de fotografía está realizada por Daria D'Antonio y la banda de sonido por el compositor Lele Marchitelli.
En septiembre de 2020, Toni Servillo se unió al elenco de la película, y la fotografía principal (rodaje) comenzó ese mismo mes, en Nápoles, Italia. Otros lugares de rodaje fueron la isla de Stromboli en septiembre del mismo año y más tarde en la costa de Amalfi.
El avance se lanzó en línea el 19 de agosto de 2021.

## Demanda judicial
En julio de 2020, el abogado de Diego Maradona declaró que estaba considerando acciones legales contra la película por su título, ya que es una referencia al gol de Maradona en la Copa Mundial de Fútbol de 1986 contra Inglaterra, y el uso de la imagen de Maradona no estaba autorizado. Sin embargo, Netflix afirmó que la película no es una película deportiva ni sobre Maradona, sino una historia personal inspirada en la juventud de Sorrentino.

## Estreno
Su estreno mundial se realizó en el 78.° Festival Internacional de Cine de Venecia el 2 de septiembre de 2021. Su estreno en Italia se realizó el 24 de noviembre de 2021, y posteriormente se incorporó en todo el mundo a través de la plataforma de streaming Netflix el 15 de diciembre de 2021.

## Premios
- León de Plata - Gran Premio del Jurado. Festival Internacional de Cine de Venecia. 2021.[12]